# 그리코어
그리코어(그리스어: Γκρίκο, 이탈리아어: Minoranza linguistica greca d'Italia)는 이탈리아 풀리아주와 칼라브리아주의 그리스인 공동체에서 쓰이고 있는 그리스어의 방언으로 종종 칼라브리아 그리스어과 엮여서 이탈리오트(이탈리아어, 영어: Italiot)라고도 불리며, 그리스 본토의 그리스인이나 그리코어 화자들은 '그리코어'라는 명칭 이외에 남이탈리아의 언어라는 뜻의 카토이탈리오티카(그리스어: Κατωιταλιωτικά)라고도 부른다. 계통상 고대 그리스어의 방언들인 아티카 그리스어와 이오니아 그리스어의 혼합 언어에서 기원하였으나, 도리아 그리스어의 영향도 일부 받았다. 마그나 그라이키아 시대부터 등장한 언어로, 현대로 오면서 라틴어나, 그 후계 언어인 이탈리아어의 영향도 적지 않게 받았다. 마그나 그라이키아 시기가 끝나고 서로마 제국이 멸망하자 이탈리아반도 남부의 그리스인 공동체의 영향력은 크게 줄었다. 그 이후 남이탈리아의 그리스인들은 중세와 근대를 거쳐 현대에 이르기까지 지속적으로 이탈리아인에 동화되어 자연스레 그리코어의 사용자도 줄어들기 시작하였고, 이 때문에 현재는 소멸위기언어로 분류된다.

## 같이 보기
- 그리스어파